# Max Laeuger
Josef Maximilian „Max” Laeuger (ur. 30 września 1864 w Lörrach, zm. 12 grudnia 1952 tamże) – niemiecki architekt i ceramik, brązowy medalista Olimpijskiego Konkursu Sztuki i Literatury 1928 w dziedzinie architektury. Znany głównie z działalności ceramicznej. 

## Życiorys
W latach 1881–1884 studiował malarstwo i wystrój wnętrz w Szkole Sztuk Dekoracyjnych w Karlsruhe, w której uczył z przerwami w latach 1884–1898. W 1891 roku wyjechał do Włoch, po czym udał się do Francji na prywatne studia malarskie w Académie Julian (1891–1892). W 1905 roku odbył podróż do Rzymu i Afryki Północnej. W 1912 roku studiował ceramikę mauretańską w Hiszpanii. Był jednym z najważniejszych przedstawicieli niemieckiej sceny secesyjnej, a także jednym ze współzałożycieli Deutscher Werkbund (1907). Profesor rysunku i dekoracji wnętrz na Uniwersytecie Technicznym w Karlsruhe (1894–1933). Zajmował się również architekturą krajobrazu – był urbanistą i konstruktorem mostów.
Jego pierwsze kontakty z ceramiką datuje się na rok 1885 – odwiedził wówczas fabrykę pieców Mayer w Karlsruhe oraz warsztat garncarski w Kandern. W latach 1897–1914 kierował warsztatem garncarskim w ostatnim z wymienionych miast, gdzie powstały jego liczne prace (m.in. wazy, dzbanki, ceramiczne płaskorzeźby). Charakteryzowała je technika zdobienia grubą warstwą emaliowaną. Najczęściej używał prostych motywów rustykalnych, przedstawiających ozdobne kwiaty i liście w naturalnej kolorystyce. Jego dzieła można było nabyć m.in. w Maison de l'Art Nouveau. W 1916 roku przejął zakłady Staatlichen Majolika Manufaktur de Karlsruhe (założył tam własne warsztaty ceramiczne, jednak zostały zniszczone w 1944 roku). W latach 1921–1929 współpracował z jednym z tamtejszych warsztatów ceramicznych. Od 1935 do 1936 roku produkował ceramikę budowlaną dla Reichssportfeld w Berlinie. W latach 1937–1939 wydał trzy tomy historii sztuki. W 1948 roku został członkiem Bawarskiej Akademii Sztuk Pięknych.
W 1900 i 1904 roku otrzymał złote medale na Wystawach Światowych, organizowanych odpowiednio w Paryżu i Saint Louis (drugie wyróżnienie otrzymał za projekt urbanistyczny niemieckiej dzielnicy). W 1939 roku otrzymał honorowe obywatelstwo Lörrach. W 1944 roku wyróżniony Medalem Goethego dla sztuki – jednym z najwyższych odznaczeń przyznawanych artystom we współczesnych Niemczech. Za jedno ze swoich dzieł ceramicznych wyróżniony Grand Prix IX Triennali w Mediolanie (1951).
W 1928 roku otrzymał brązowy medal w Olimpijskim Konkursie Sztuki i Literatury w kategorii projektów architektonicznych za projekt parku miejskiego dla Hamburga z roku 1908 (niem. Entwurf zum Stadtpark Hamburg 1908). Park został otwarty w 1914 roku, jednak nie był pełnym odwzorowaniem projektu Laeugera. Finalny plan wyszedł od Fritza Schumachera, zaś część ogrodniczą utworzył Otto Linne. W tym samym konkursie startował w rzeźbiarstwie w konkurencji płaskorzeźb i medalionów – jego majolika z wizerunkiem kobiet na koniach nie zdobyła żadnego wyróżnienia (znajduje się ona w zbiorach Badisches Landesmuseum w Karlsruhe). Swoje inne dzieła ceramiczne zgłosił również do Olimpijskiego Konkursu Sztuki i Literatury 1932 – jego miska ceramiczna i relief wypukły nie zdobyły nagród.

## Galeria

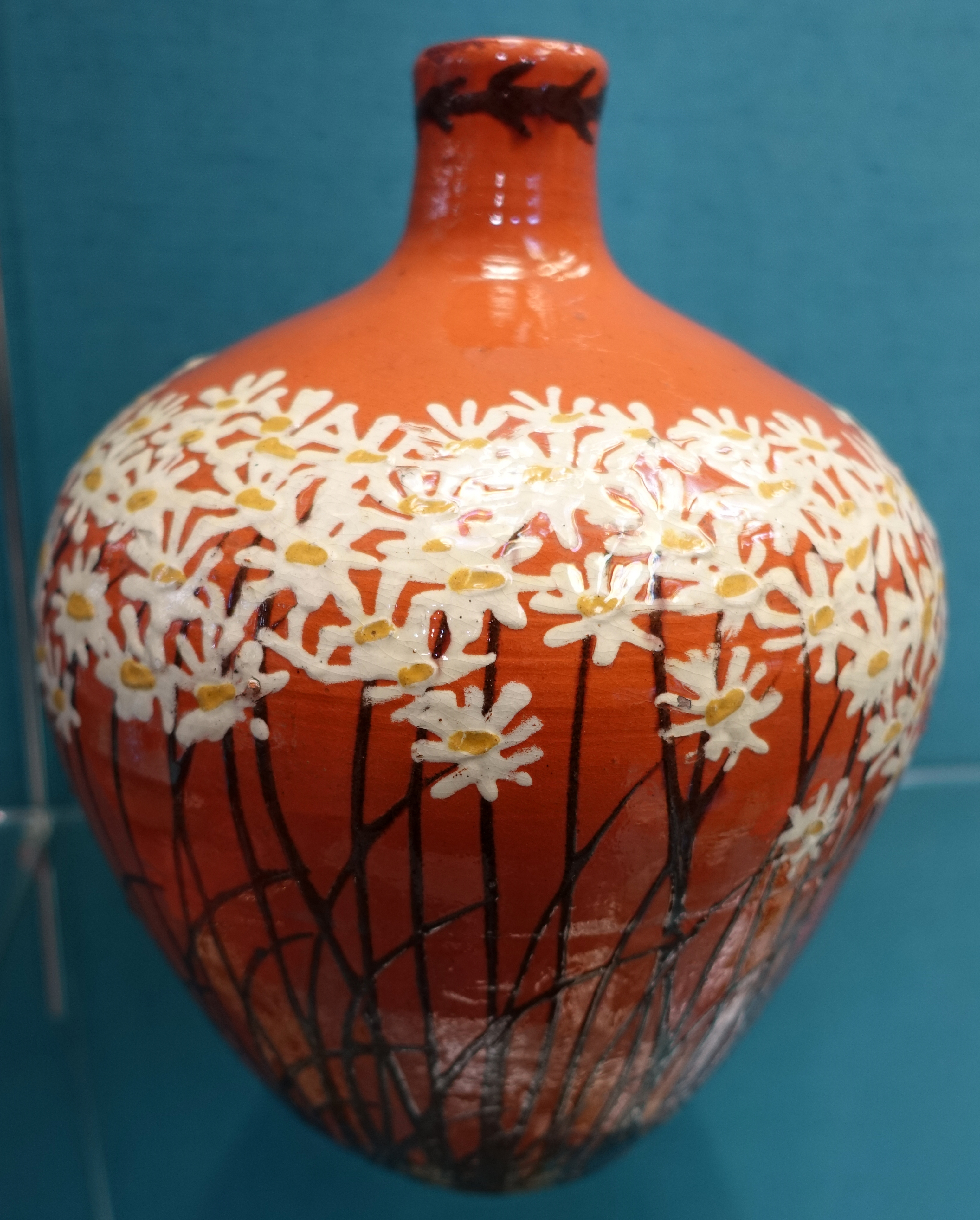
Waza wykonana techniką barbotine, ok. 1898
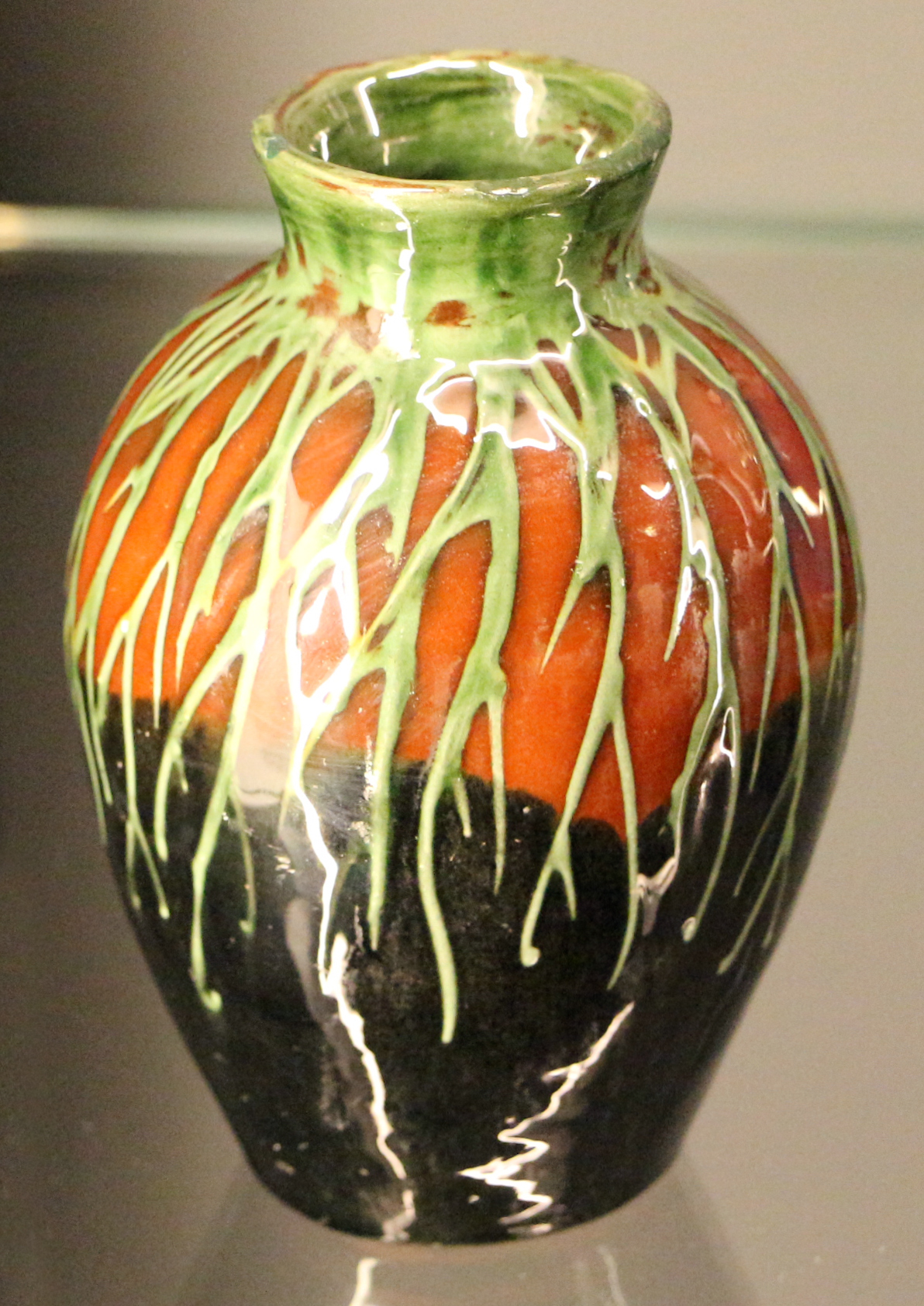
Waza, Kandern, 1898–1900
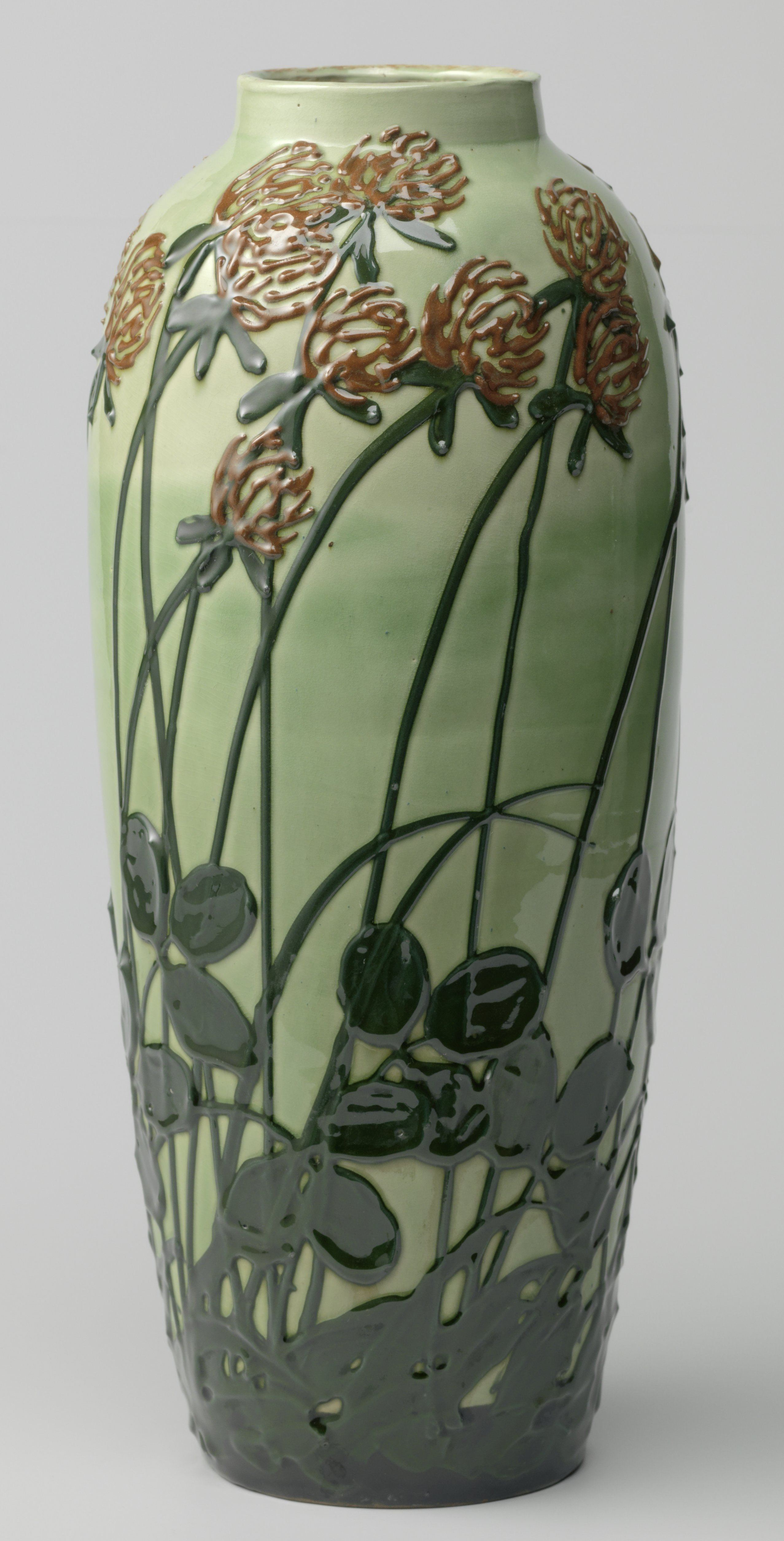
Waza, Kandern, 1900
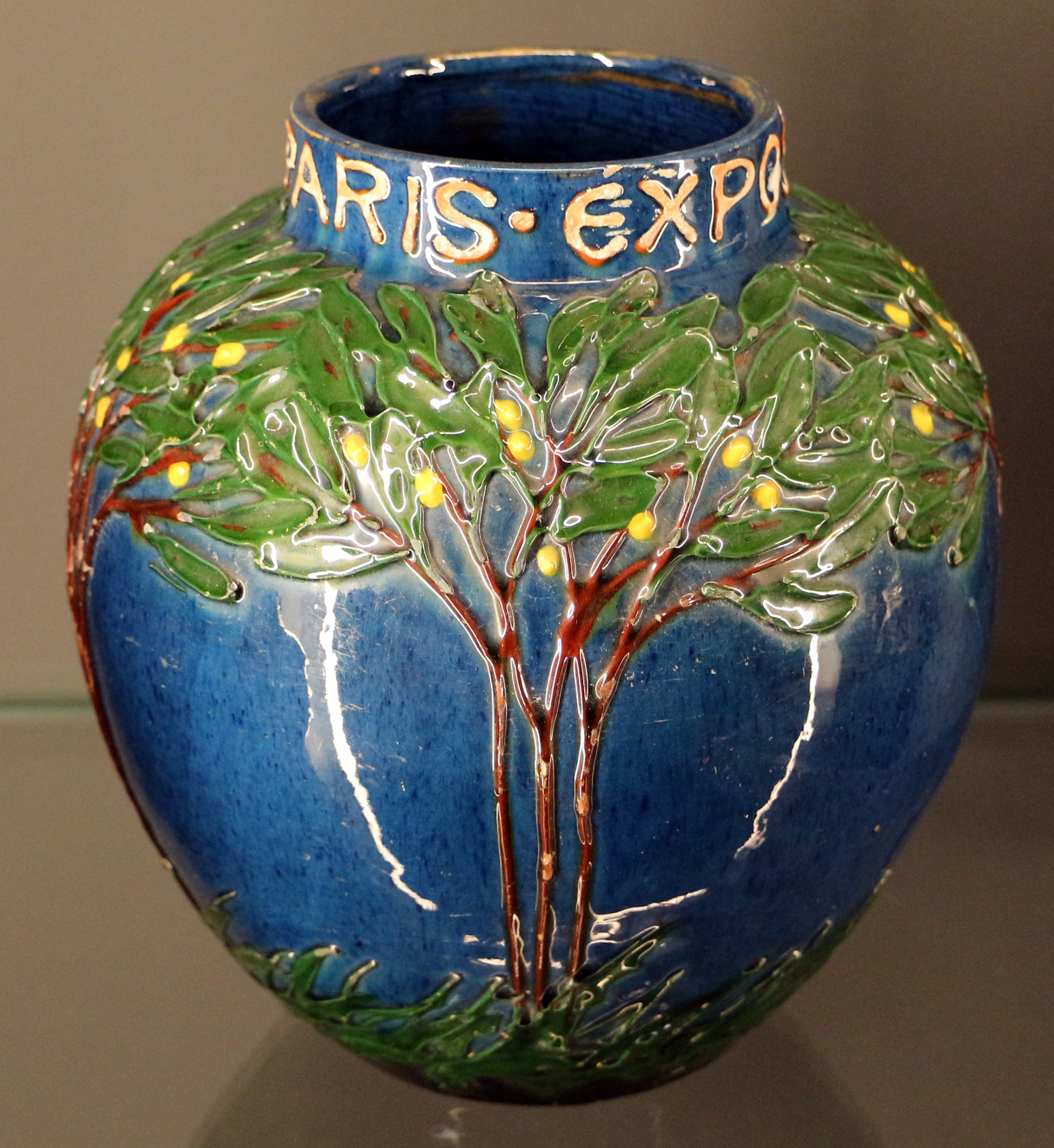
Waza, Kandern, 1900 (z Wystawy Światowej)
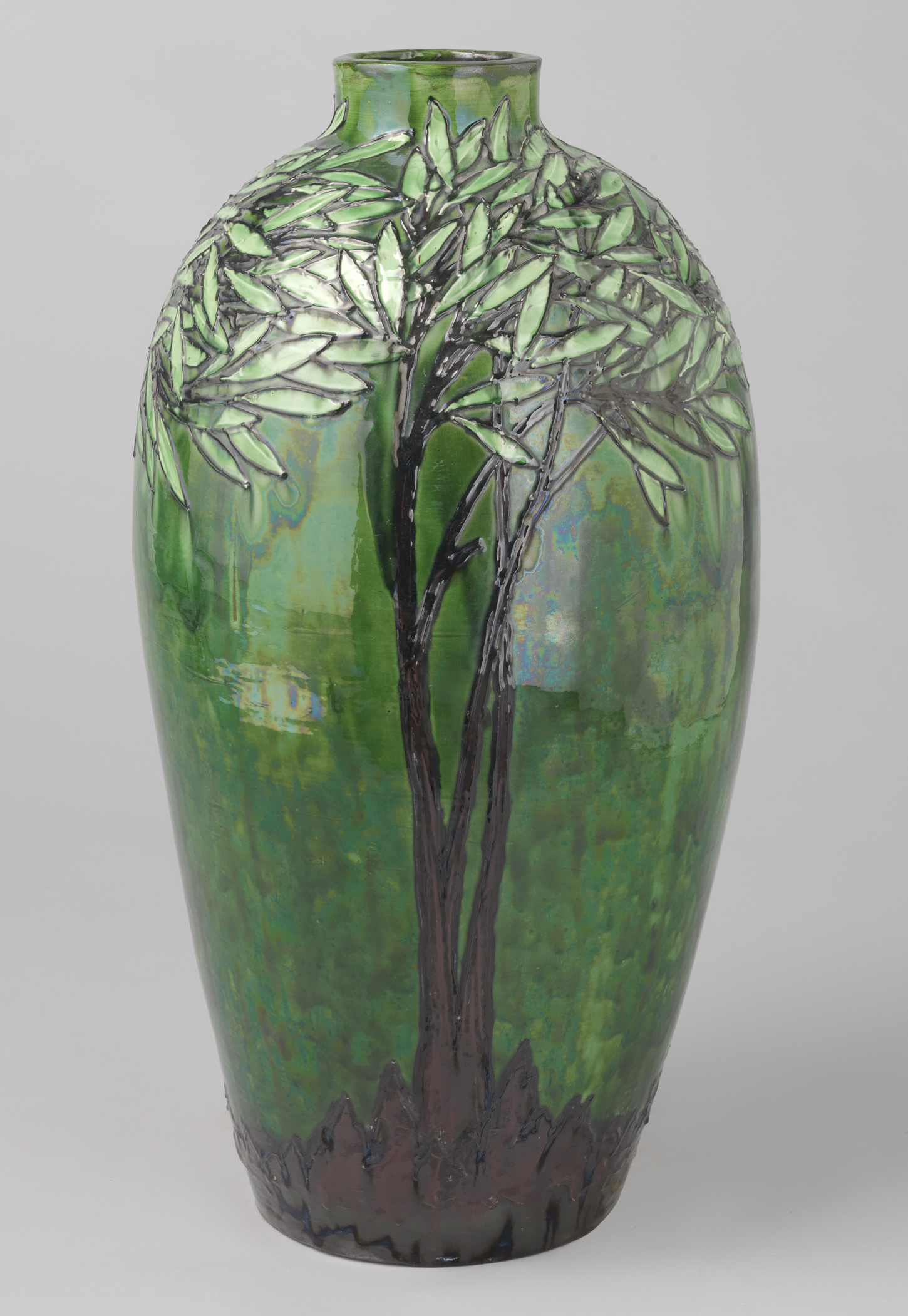
Waza, Kandern, 1910
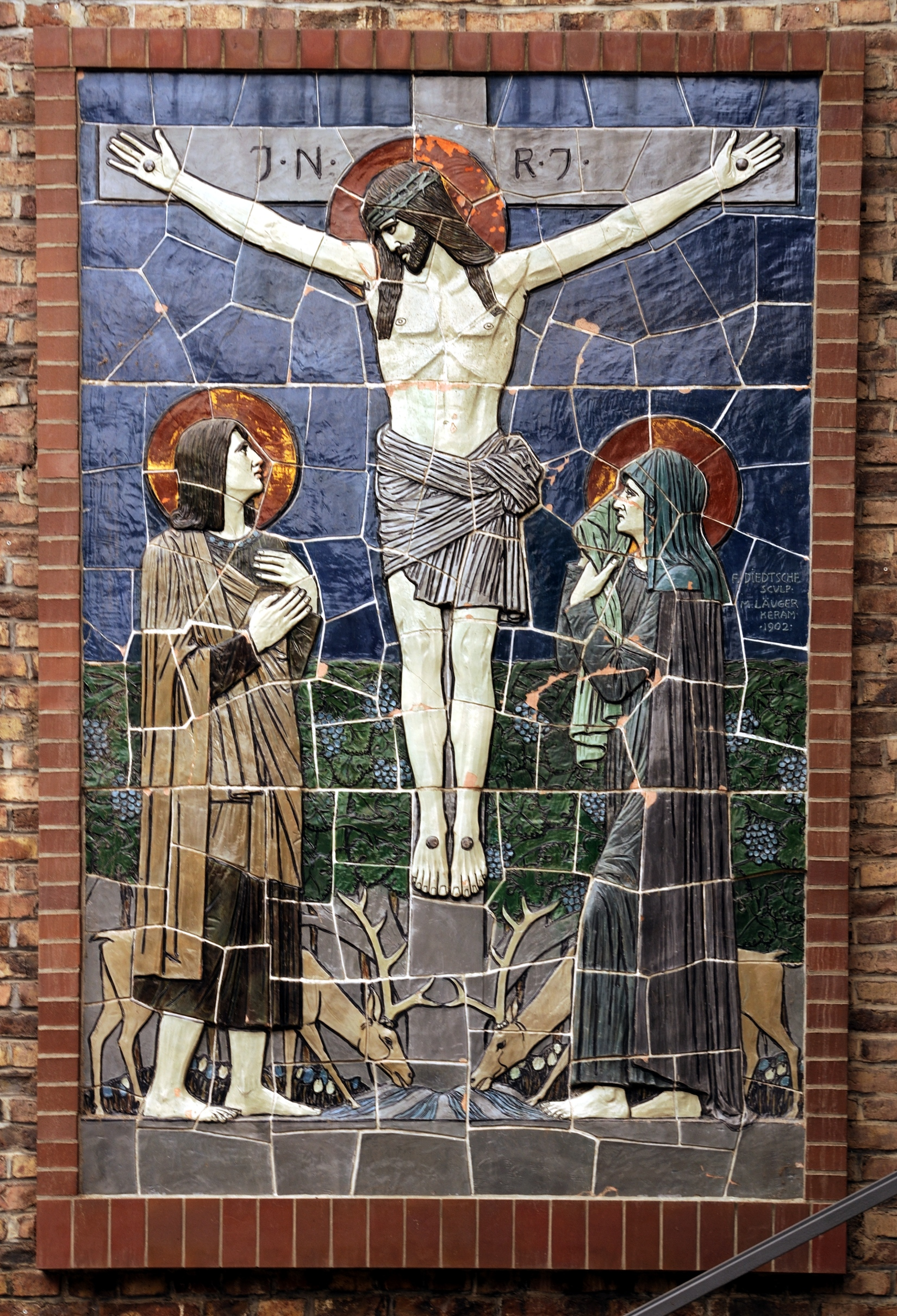
Ceramiczna płaskorzeźba przedstawiająca ukrzyżowanie Jezusa, Kościół w Lörrach
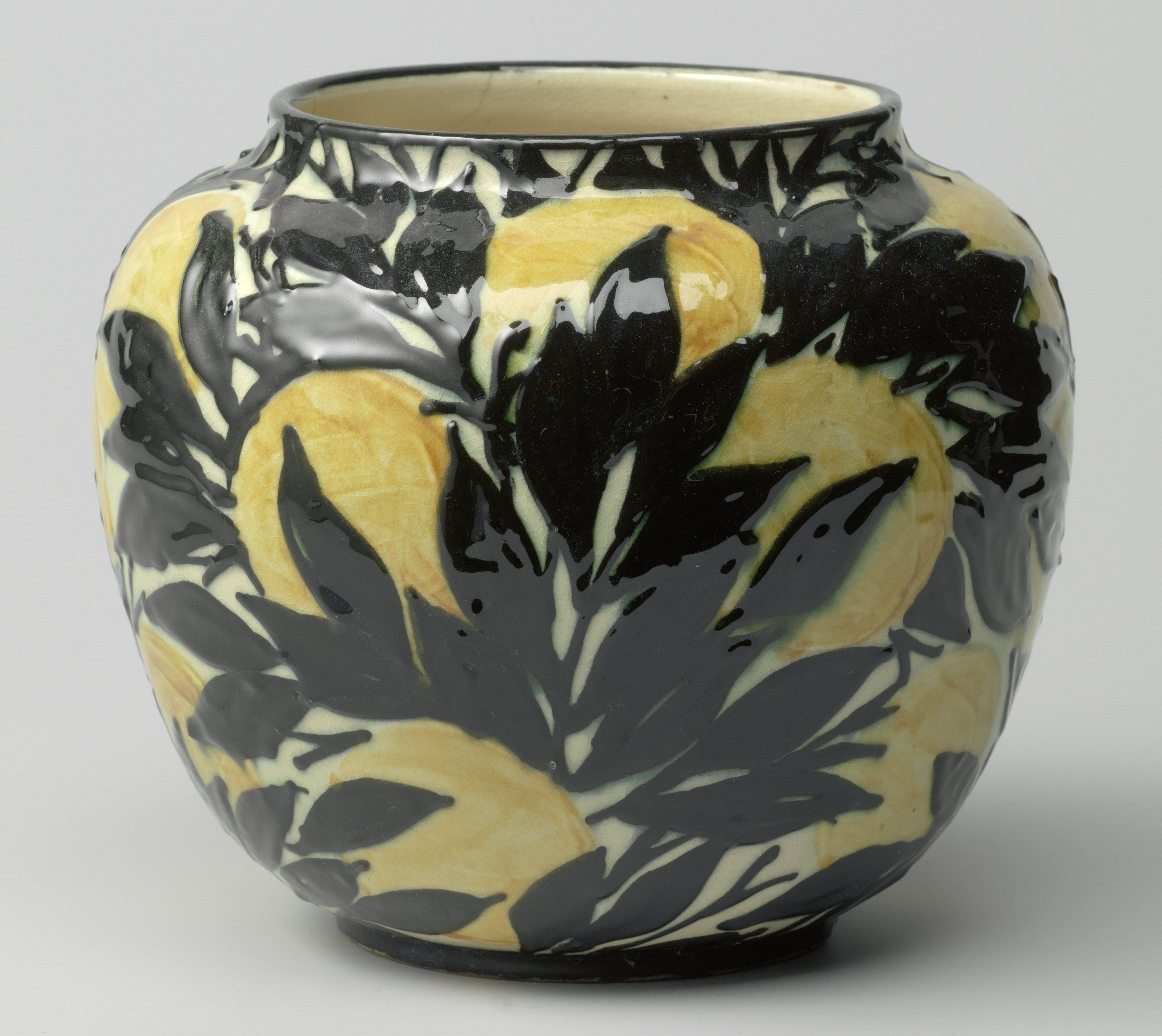
Waza, Karlsruhe, 1921–1925

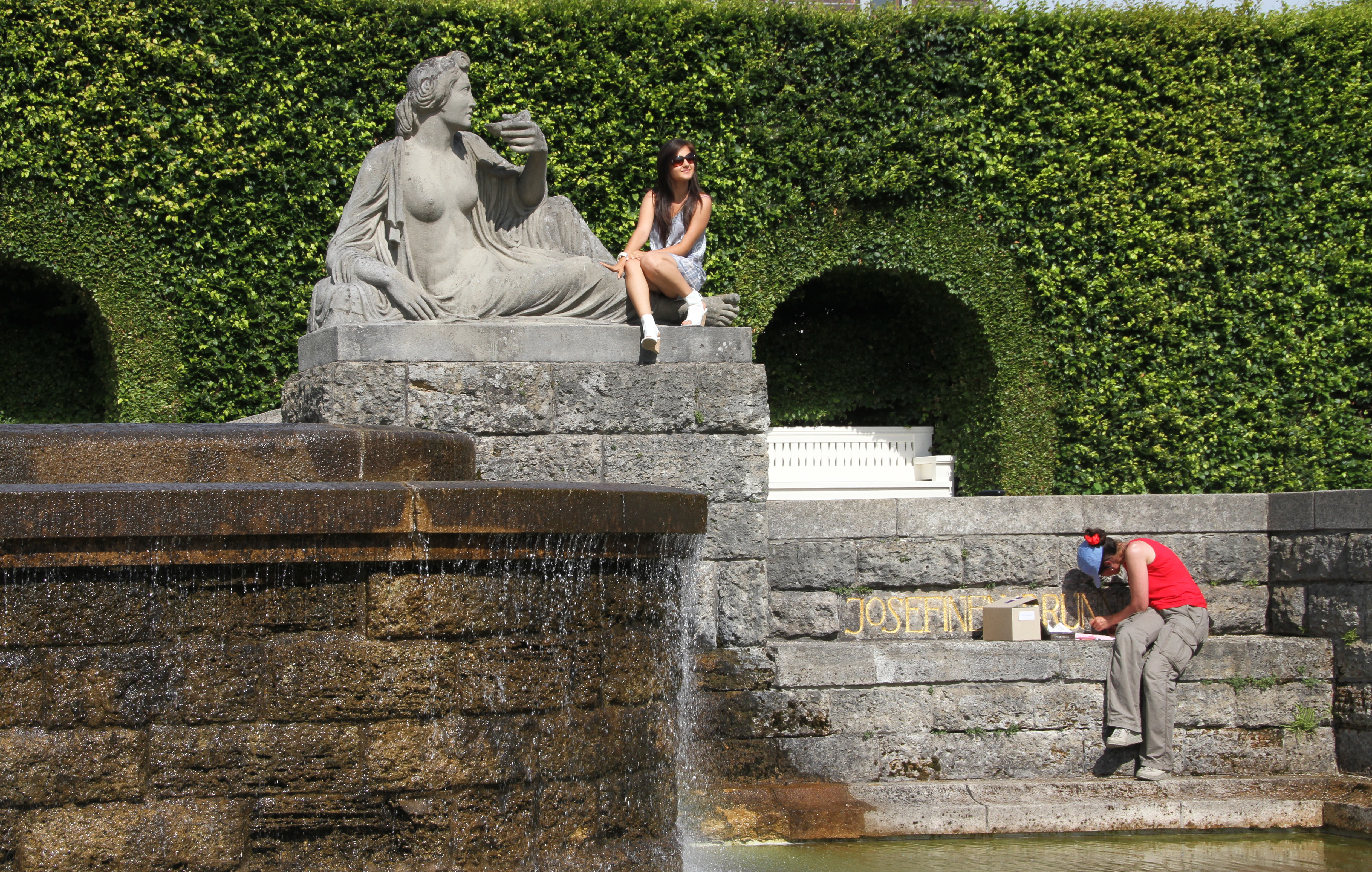
"Gönneranlage", Baden-Baden, 1907-1911
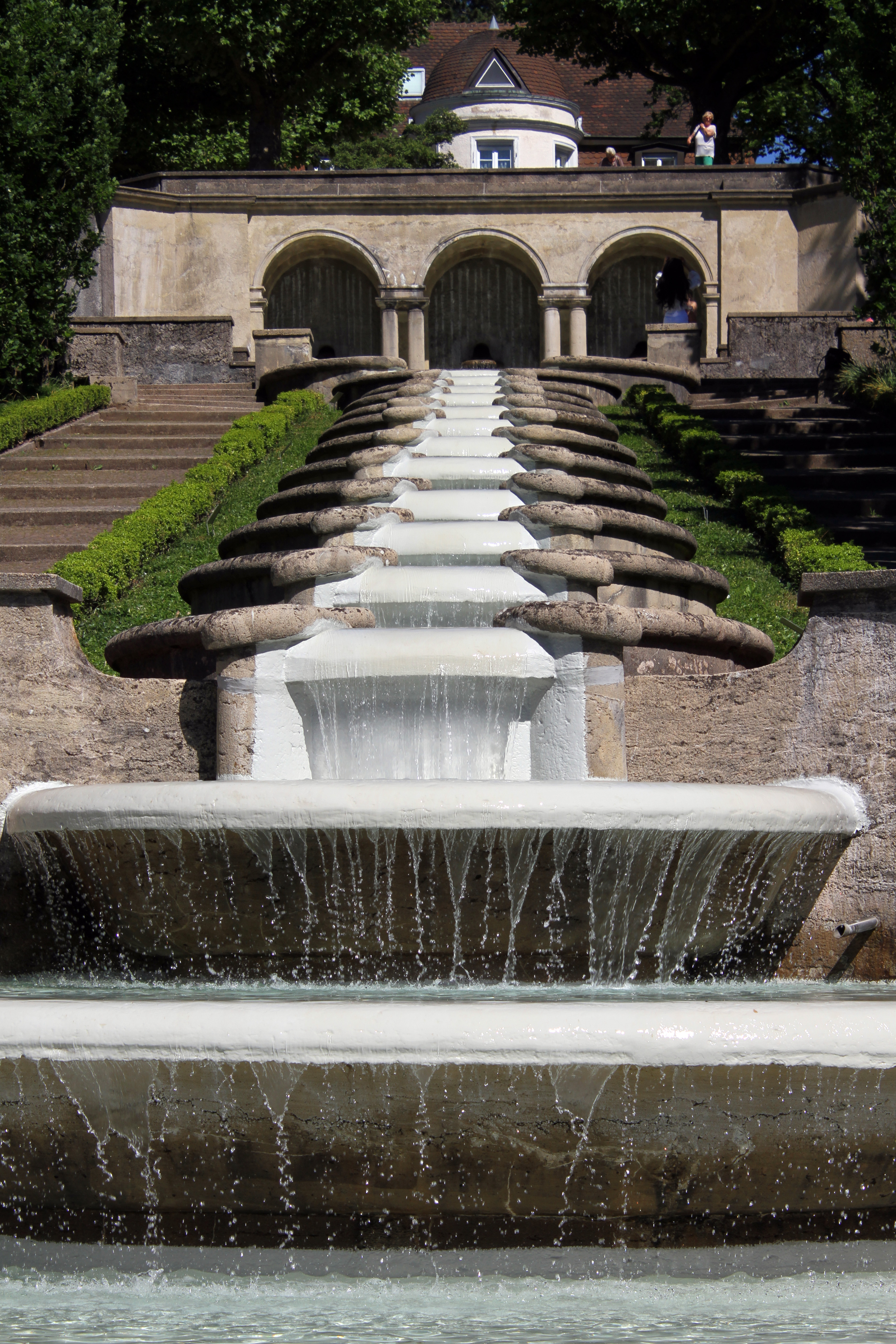
"Wasserkunst Paradies", Baden-Baden, 1925